# Chega!
Chega! (estilitzat CHEGA!; en català: «Prou!») és un partit polític portuguès considerat populista de dreta i nacionalista. Va formar part de la coalició Basta!, amb la qual va concórrer a les eleccions europees de 2019, malgrat no aconseguir cap eurodiputat.

## Història
El partit va ser fundat com una escissió del Partit Social Demòcrata, i tenia l'objectiu de ser una «alternativa pel centredreta i la dreta que semblen no existir». El seu registre com a partit va ser acceptat pel Tribunal Constitucional portuguès el 9 d'abril de 2019. Fou el 24è partit a ser oficialitzat a Portugal des de la Revolució dels Clavells de 1974.

### Primera convenció
A la primera convenció de Chega es va elegir el seu líder i els caps de llista de les dues àrees metropolitanes del país. Aquesta convenció va mostrar suport a André Ventura, que va guanyar amb el 94% dels vots. Pels caps de llista de les diferents regions, es va acordar que Ventura seria el cap de llista pel districte de Lisboa i que el cap de llista pel districte de Porto seria Hugo Ernano, un militar de la Guàrdia Nacional Republicana condemnat per matar un jove durant una persecució després d'un robatori. S'anuncià que el partit presentarà el seu propi candidat a les eleccions presidencials portugueses de 2021. També es confirmà que es reuniria amb Santiago Abascal, líder del partit polític espanyol Vox.

### Eleccions europees i parlamentàries
Després de diversos problemes amb el Tribunal Constitucional, Chega va concórrer a les eleccions al Parlament Europeu de 2019, dins de la coalició Basta!. Aquesta coalició de partits portuguesos també incloïa el Partit Popular Monàrquic i el Partit Ciutadania i Democràcia Cristiana, a més del moviment polític Democràcia 21. La coalició va aconseguir 49.496 vots, l'1,49% del total, per la qual cosa no va aconseguir cap escó al Parlament Europeu.
En les eleccions parlamentàries de 2019 va aconseguir prou vots perquè el seu líder, André Ventura, fos diputat per Lisboa, constituint per primera vegada la tornada de l'extrema dreta a l'Assemblea de la República des del 25 d'abril de 1974. Va aconseguir ser la tercera força portuguesa a les eleccions de 2022 i les de 2024, aconseguint 12 i 50 escons respectivament.

## Ideologia
Chega es defineix com un partit polític de naturalesa i base nacionalista, liberal, democràtica, conservadora i personalista. Advoca per un estat presidencialista, per un estat secular, la promoció de la justícia efectiva i la disminució de la presència de l'estat en l'economia. Encara que el partit és considerat conservador, el seu líder, André Ventura, té posicions socialment progressistes, defensant el dret a l'avortament, el reconeixement de les unions entre persones del mateix sexe (però no el matrimoni), i la legalització de la prostitució.

### Economia

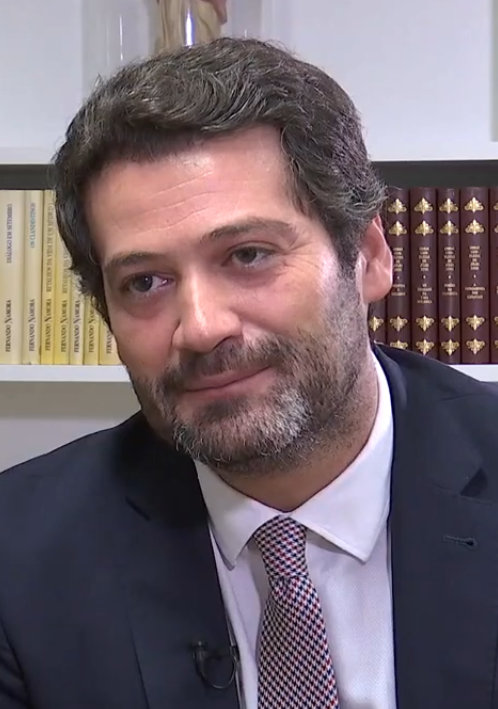
André Ventura durant la campanya de les eleccions presidencials, 2021.

El partit està a favor de reduir la càrrega impositiva, considerant el «sistema impositiu brutal i agressiu que carrega desproporcionadament contra qui generen riquesa» i «els treu quasi la meitat del seu salari». Defensa el desmantellament del sistema públic de salut i d'educació i la supressió del Ministeri d'Educació.

## Resultats electorals

### Eleccions legislatives
| Any  | Lider         | Vots      | %          | Escons   | +/- | Govern   |
| ---- | ------------- | --------- | ---------- | -------- | --- | -------- |
| 2019 | André Ventura | 67,826    | 1.3 (#7)   | 1 / 230  | Nou | Oposició |
| 2022 | André Ventura | 399,659   | 7.2 (#3)   | 12 / 230 | 11  | Oposició |
| 2024 | André Ventura | 1.169.836 | 18,07 (#3) | 50 / 230 | 38  | Oposició |
| 2025 | André Ventura | 1.345.689 | 22,56 (#3) | 58 / 230 | 8   | Oposició |

### Eleccions presidencials (primera volta)[9]
| Any  | Candidat      | Vots    | %      | Posició |
| ---- | ------------- | ------- | ------ | ------- |
| 2021 | André Ventura | 496.653 | 11,90% | 3r      |

### Eleccions europees
| Any  | Líder          | Vots    | %    | Escons | +/- |
| ---- | -------------- | ------- | ---- | ------ | --- |
| 2024 | António Tânger | 386,648 | 9.79 | 2 / 21 | Nou |